# Мишель Бизо (станция метро)
Мишель Бизо (фр. Michel Bizot) — станция линии 8 Парижского метрополитена, расположенная в XII округе Парижа. Названа в честь генерала Мишеля Бизо, погибшего в ходе осады Севастополя 1854—1855 годов.

## История
- Станция открыта 5 мая 1931 года в составе пускового участка линии 8 Ришельё — Друо — Порт-де-Шарентон.
- Пассажиропоток по станции по входу в 2011 году, по данным RATP, составил 2 111 494 человек[3]. В 2013 году этот показатель снизился до 2 038 450 пассажиров (249 место по уровню входного пассажиропотока в Парижском метро)[4]

## Галерея

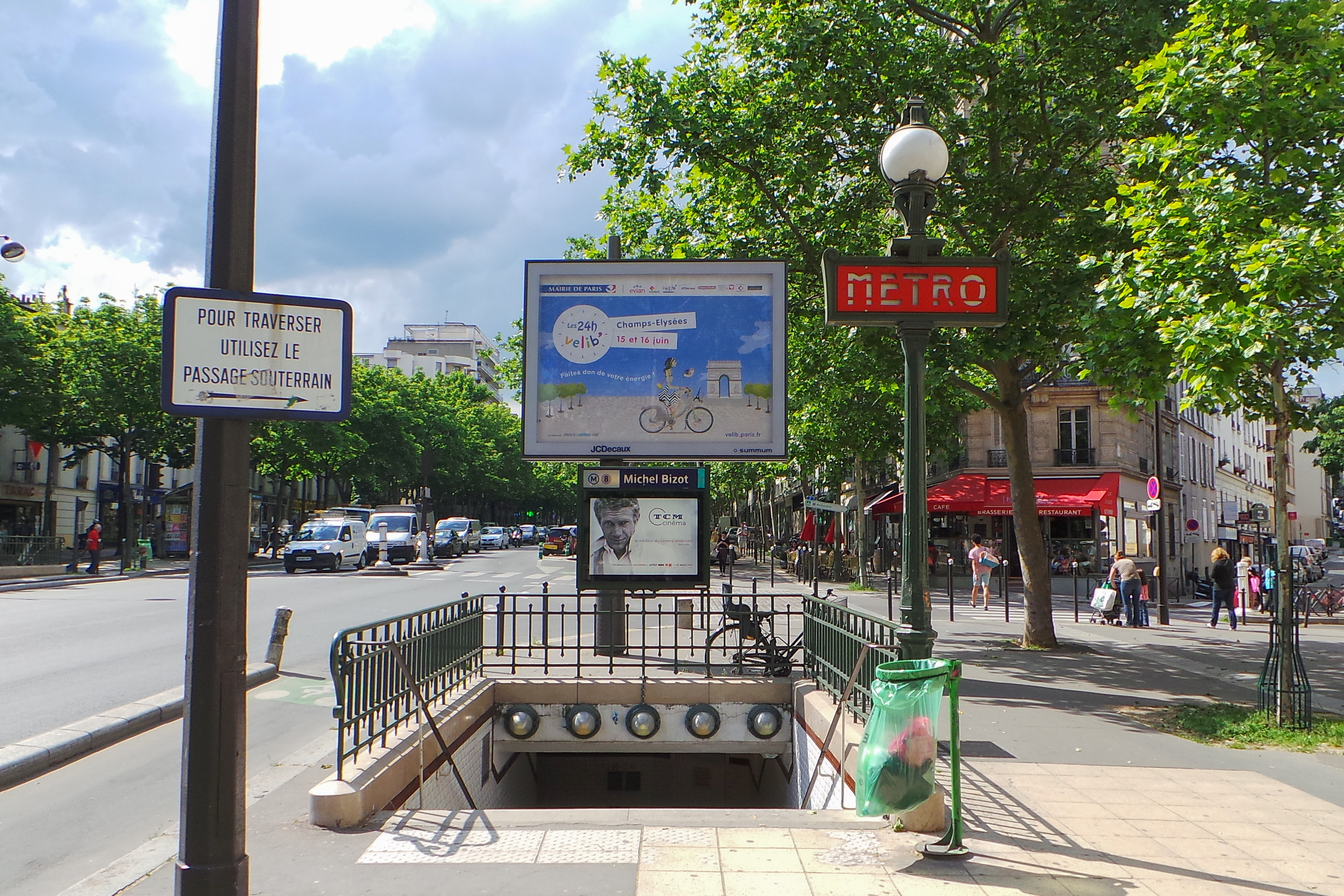
Лестничный сход
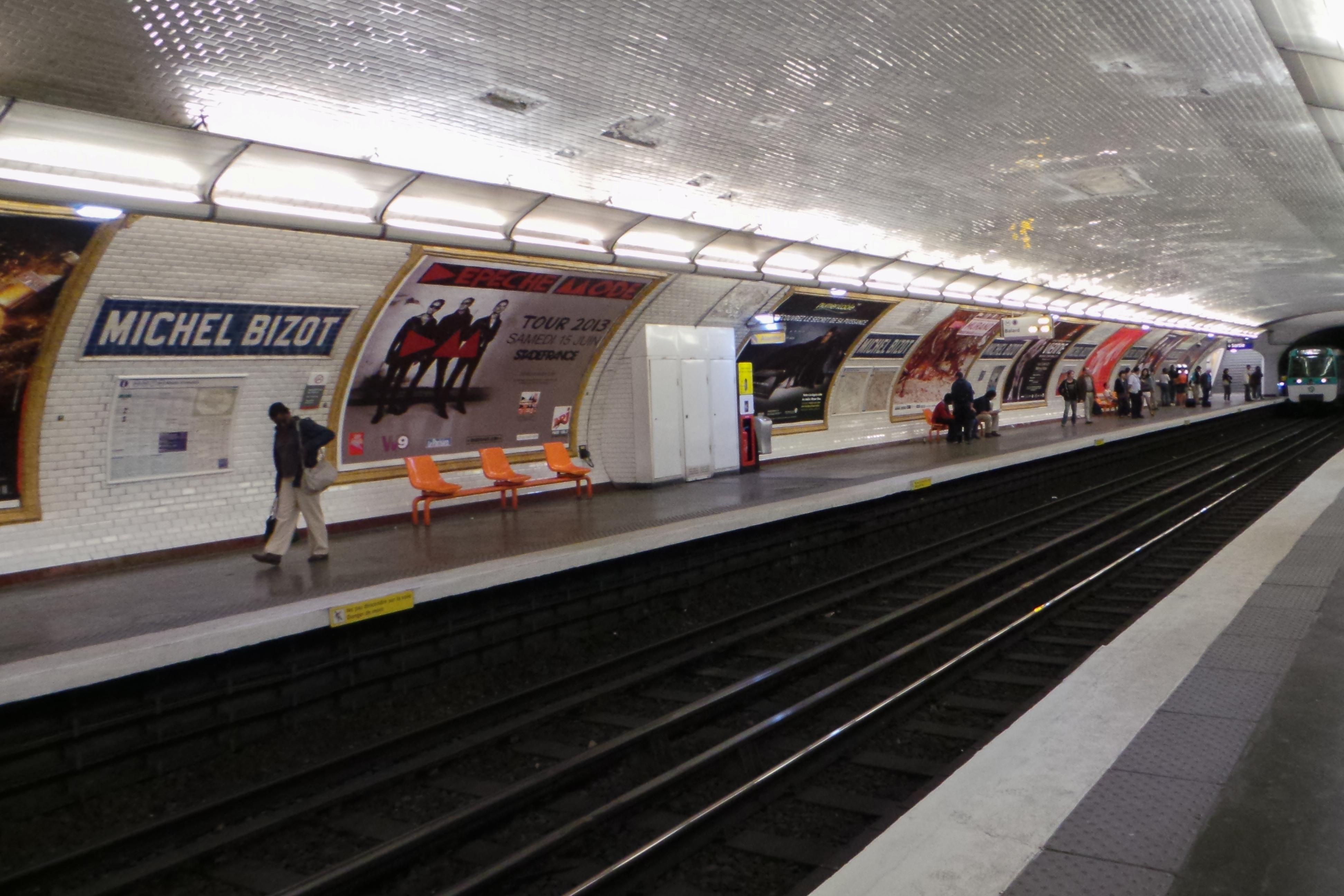
Зал станции